# Liliomfi
Pour plus de détails, voir Fiche technique et Distribution.
Liliomfi est un film hongrois réalisé par Károly Makk, sorti en 1955.

## Synopsis
Mariska et Liliomfi, un acteur, sont amoureux. Le professeur Szilvay qui est le tuteur de Mariska et l'oncle de Liliomfi, tente de dissuader ce dernier de suivre une carrière professionnelle aussi peu respectable.

## Fiche technique
- Titre : Liliomfi
- Réalisation : Károly Makk
- Scénario : Dezsö Mészöly d'après la pièce de théâtre d'Ede Szigligeti
- Musique : Ottó Vincze
- Photographie : István Pásztor
- Montage : Sándor Boronkay
- Société de production : Mafilm
- Pays :  Hongrie
- Genre : Comédie
- Durée : 109 minutes
- Dates de sortie : 
  - Hongrie : 24 février 1955

## Distribution
- Iván Darvas : Liliomfi
- Marianne Krencsey : Mariska
- Margit Dajka : Camilla
- Samu Balázs : le professeur Szilvay
- Éva Ruttkai : Erzsi
- Imre Soós : Gyuri
- Sándor Pécsi : Szellemfi
- Sándor Tompa : Kányai

## Distinctions
Le film a été présenté en sélection officielle en compétition au Festival de Cannes 1955.